# Comuna de Kodrąb
Kodrąb (polaco: Gmina Kodrąb) é uma gminy (comuna) na Polónia, na voivodia de Lodz e no condado de Radomszczański. A sede do condado é a cidade de Kodrąb.
De acordo com os censos de 2004, a comuna tem 4738 habitantes, com uma densidade 44,8 hab/km².

## Área
Estende-se por uma área de 105,79 km², incluindo:
- área agricola: 75%
- área florestal: 17%

## Demografia
Dados de 30 de Junho 2004:
|                      | Total   | Total | Mulheres | Mulheres | Homens  | Homens |
| -------------------- | ------- | ----- | -------- | -------- | ------- | ------ |
|                      | pessoas | %     | pessoas  | %        | pessoas | %      |
| População            | 4738    | 100   | 2423     | 51,1     | 2315    | 48,9   |
| Densidade (pop./km²) | 44,8    | 100   | 22,9     | 22,9     | 21,9    | 21,9   |

De acordo com dados de 2002, o rendimento médio per capita ascendia a 1280,61 zł.

## Subdivisões
- Bugaj–Antopol, Dmenin, Feliksów, Florentynów, Gosławice, Józefów, Klizin, Kodrąb, Konradów, Kuźnica, Lipowczyce, Łagiewniki, Rzejowice, Smotryszów, Widawka, Wola Malowana, Zakrzew, Zapolice, Żencin.

## Comunas vizinhas
- Gomunice, Gorzkowice, Kobiele Wielkie, Masłowice, Radomsko, Radomsko